# Isosbestischer Punkt

Beispiel eines isosbestischen Punktes

Der isosbestische Punkt (von griechisch iso „gleich“ und sbesis „Auslöschung“) beschreibt eine Wellenlänge, bei der sich in einem System, in dem eine Reaktion stattfindet, die Lichtabsorption im Verlauf der Reaktion nicht ändert. Der Begriff stammt somit aus dem Bereich der Absorptionsspektroskopie.
Die (Gesamt-)Absorption eines Systems bei einer bestimmten Wellenlänge {\displaystyle A(\lambda _{n})} ist die Summe der Absorptionen der einzelnen Komponenten {\displaystyle A_{k}(\lambda )}. Trifft ein Photon ein Teilchen, so reagiert es mit ihm, unabhängig davon, was in dem System sonst noch enthalten ist.
{\displaystyle A(\lambda )=\sum A_{k}(\lambda )}
Für verdünnte Lösungen lassen sich nach dem  Lambert-Beerschen Gesetz die Absorptionen der einzelnen Komponenten {\displaystyle A_{k}(\lambda )} aus dessen Konzentration {\displaystyle c_{k}}, einem wellenlängenabhängigen Absorptionskoeffizienten {\displaystyle \epsilon (\lambda )} und der Weglänge des Lichts durch das homogene System {\displaystyle l} berechnen. Das führt zu:
{\displaystyle A(\lambda )=\sum \epsilon _{k}(\lambda )\cdot l\cdot c_{k}}

Beispiel: Verfolgung der photochemischen Cycloisomerisierung eines Cd-A/D-seco-corrins zum entsprechenden metallfreien Corrin mit UV/VIS-Spektroskopie (Schlüsselreaktion der A/D-Variante der Vitamin B_{12}-Totalsynthese von Eschenmoser et al., ETH Zürich).

Findet nun eine Reaktion statt, so ändert sich die Zusammensetzung der Komponenten im System. Verfolgt man mit einem Spektrometer den Reaktionsverlauf, so kann es vorkommen, dass sich bei bestimmten Wellenlängen die Absorption nicht ändert, obwohl die Reaktion stattfindet. Dies ist nur möglich, wenn die Menge an gebildeter Substanzen die gleiche Absorption bei der Wellenlänge aufweist wie die Menge an reagierten Substanzen. Bei einer Reaktion sind die Konzentrationen gebildeter Substanzen mit den Konzentrationen der reagierten Substanzen über die Stöchiometrie verknüpft.
{\displaystyle \sum \nu _{k}\cdot \epsilon _{k}(\lambda _{iso})=0}
Zum Beispiel habe bei der Reaktion
{\displaystyle A\rightarrow 2B}
die Substanz A beim isosbestischen Punkt ein {\displaystyle \epsilon _{A}}, die Substanz B ein {\displaystyle \epsilon _{B}}. Weil für jedes Teilchen A, das verschwindet, zwei Teilchen B entstehen und sich die Absorption nicht ändern darf, muss {\displaystyle \epsilon _{B}} halb so groß sein wie {\displaystyle \epsilon _{A}}.
Wird zu verschiedenen Zeitpunkten ein Absorptionsspektrum aufgenommen, so schneiden sich alle Kurven bei der Wellenlänge des isosbestischen Punktes (siehe Beispiele).
Die Existenz eines isosbestischen Punktes sagt etwas aus über
- das System (geschlossen oder offen)
- die Reaktion (treten Folgereaktionen auf, läuft die Reaktion stöchiometrisch ab, sind alle beteiligten Spezies bekannt, treten Zwischenprodukte in stationären Konzentrationen auf [kein {\displaystyle \lambda _{iso}} sondern ganzer Bereich, bei dem die Absorption gleich bleibt])